# Separátní mír
Separátní mír (lat. separatum – oddělený, samostatný) je sjednání míru pouze mezi některými účastníky války, například bez ohledu na spojence. Po uzavření separátního míru následuje dohoda, které je označována jako mírová smlouva.
Například během první světové války se po smrti císaře Františka Josefa I. a nástupu Karla I. na trůn pokoušelo Rakousko-Uhersko navzdory Německu marně uzavřít separátní mír se spojeneckými mocnostmi, naopak bolševické Rusko po revoluci takový mír uzavřelo, ačkoliv boje na západě ještě několik měsíců pokračovaly. Za druhé světové války v roce 1941 chtěl německý ministr a Hitlerův zástupce Rudolf Hess jednat o separátním míru s Velkou Británií.